# Bastian Jütte

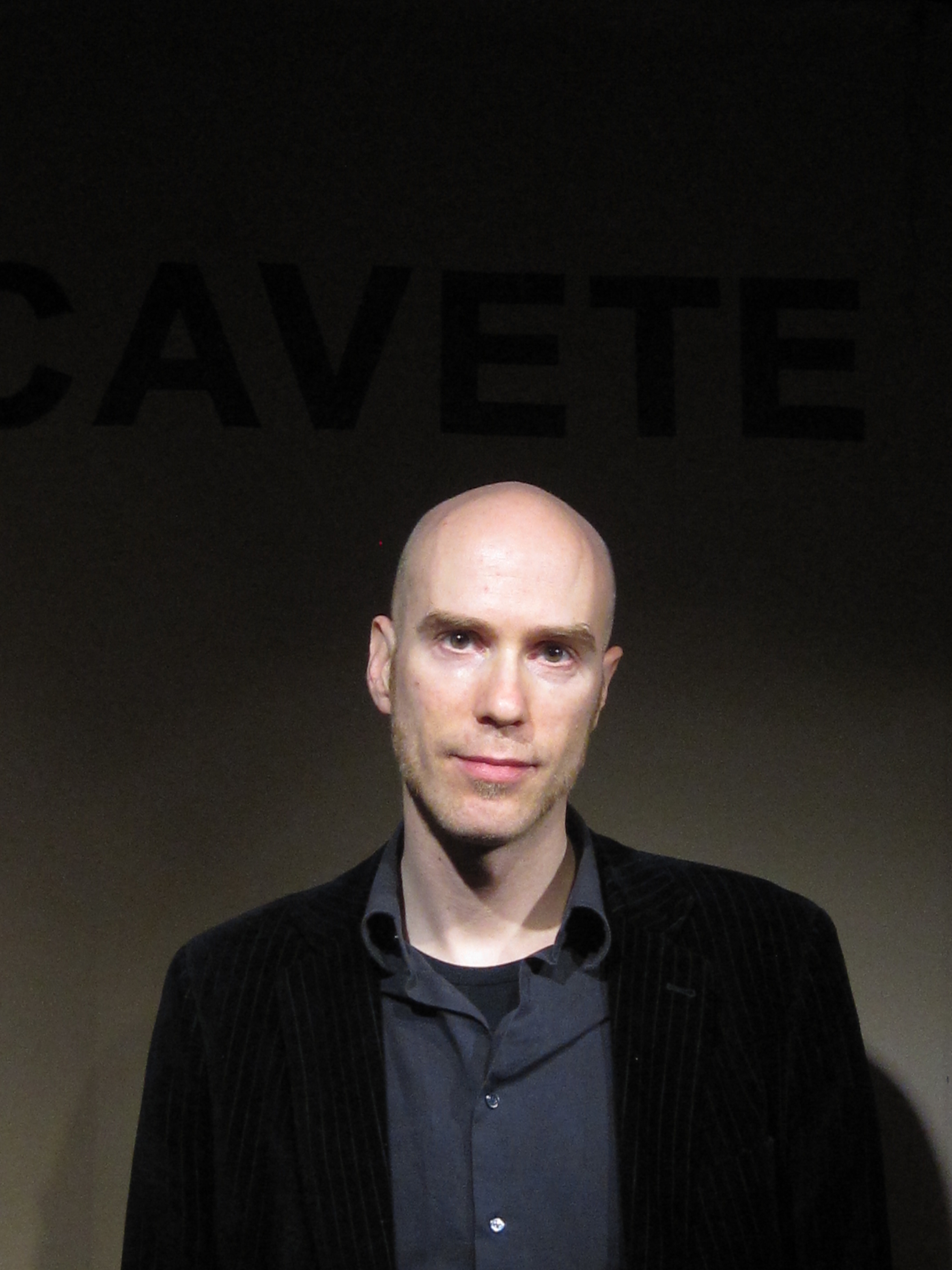
Bastian Jütte im Jazzclub Cavete Marburg 2017

Bastian Jütte (* 22. November 1973 in München) ist ein deutscher Jazzschlagzeuger.

## Leben und Wirken
Jütte studierte von 1994 bis 1996 am Münchener Richard-Strauss-Konservatorium und danach bis 2000 an der Musikhochschule Mannheim bei Keith Copeland. 1997 unternahm er im Rahmen des deutsch-japanischen Eri and the Stone Projekt eine Japantournee, im Folgejahr trat er erneut in Japan sowie beim Jazz Festival Montreux und beim North Sea Jazz Festival in Den Haag auf.
2000 trat er erstmals mit Maria Schneider beim Jazzfestival Mannheim auf und spielte seine ersten Aufnahmen mit dem Victor Alcántara Trio und dem Till Martin Quartet ein; Martins Musik für Wohnzimmer erhielt einen Preis der deutschen Schallplattenkritik.
Im Folgejahr begann er seine Zusammenarbeit mit dem Martin Auer Quintet mit einer Nahosttournee. Es folgten Auftritte beim Jazzfestival Reutlingen, dem Jazzfrühling Kempten, dem Jazzfestival Ibiza und weiteren Festivals. 2006 wurde er von der hr-Bigband engagiert. 2007 erschien sein Soloalbum bastian-not in this game, im Jahr 2011 seine CD Inside. Weiterhin hat er mit Johannes Enders, mit Carolyn Breuer und mit Johanna Schneider aufgenommen und gehört zum Trio von Tim Allhoff sowie zum Quintett von Geoff Goodman und Matthieu Bordenave.
Von 2010 bis 2021 lehrte Jütte an der Hochschule für Musik und Theater München. Er wirkte seit 2011 als hauptamtlicher Dozent für Jazzschlagzeug an der Hochschule für Musik Würzburg; 2023 wurde er dort zum Professor ernannt.

## Preise und Auszeichnungen
Jütte gewann 1999 den ersten Preis beim Nachwuchsfestival des Bayerischen Rundfunks Jazzszene 2000. Mit dem Trio von Tim Allhoff gewann er 2010 den Neuen Deutschen Jazzpreis. 2013 wurde er mit dem ECHO Jazz in der Kategorie „Instrumentalist des Jahres national Drums/Percussion“ ausgezeichnet. 2016 erhielt er erneut den Neuen Deutschen Jazzpreis, diesmal mit seinem Quartett, zu dem der Saxophonist Florian Trübsbach, der Pianist Rainer Böhm und der Kontrabassist Henning Sieverts gehören.

## Diskographische Hinweise
- Victor Alcantara Trio: Stabat Mater Inspirations, 2000
- Till Martin und Anna Lauvergnac: You Must Believe in Spring, 2001
- Marc Schmolling Trio: Nostalgia Soulship, 2002
- Trio LaRose feat. Tony Lakatos, 2002
- Martin Auer Quintet: Horn an Horn, 2002/2003
- Philipp Stauber Quartet: four coloures- one picture, 2004
- Marc Sinan: Livin´ Swing, 2004
- Tobi Hofmann: Swip Swap, 2005
- Daerr, Sieverts, Jütte: Germany 12 points, 2006
- Hugo Siegmeth: Red Onions, 2006 (ACT)
- Thilo Kreitmeier: Standards and Favourites, 2006
- bastian-not in this game, 2007
- Martin Auer Quintet: Indiejazz, 2007
- Henning Sieverts: Blauer Reiter, 2008
- Tim Allhoff: Prelude, 2010 (ausgezeichnet mit dem ECHO Jazz 2011)
- Christian Elsässer: Seemingly, 2010
- Bastian Jütte: Inside, 2011
- Tim Allhoff Trio: Hassliebe, 2012 (ausgezeichnet mit dem ECHO Jazz 2013)
- Monika Roscher Big Band: Failure In Wonderland, 2013 (ausgezeichnet mit dem ECHO Jazz 2014)
- Bastian Jütte Quartet: Happiness Is Overrated (Unit Records, 2016)
- Bastian Jütte: Point of No Return feat. Philipp Schiepek (Radau Records, 2020)
- Bastian Jütte Quartet: The Cure (Laika Records, 2022)